# 新实智光
新实智光（日语：／ Niimi Tomomitsu，1964年3月9日—2018年7月6日）是一名奥姆真理教教徒、前教团高级干部（正大师、教团自治省大臣），1964年出生于日本爱知县冈崎市。新实因参与多起与奥姆真理教相关的命案，被认为是奥姆真理教徒中继教主麻原彰晃之后最为残忍的一人，2018年7月6日，新实因参与松本沙林毒气事件、坂本堤律師滅門慘案，以及東京地鐵沙林毒氣事件在大阪拘置所被执行死刑。

## 早年经历
新实智光1964年出生于日本爱知县冈崎市，是家中长子，两亲均从事废品回收工作。新实高中毕业于爱知县立冈崎东高等学校，大学毕业于爱知学院大学法学部。新实早年对宗教和精神世界很感兴趣，曾通读过五島勉的占星读物《诺查丹玛斯的伟大预言》。

## 入教及罪行
新实智光是奥姆真理教的早期教徒，和奥姆真理教教主麻原彰晃关系相当密切。新实在大学期间曾读到麻原的文章，并认为麻原的“浮空能力”相当让人惊讶。新实1986年即加入奥姆真理教的前身组织，曾出席奥姆真理教前身奥姆神仙会成立时的研讨会。大学毕业后，新实曾一度在爱知当地的吉野家餐厅工作，但半年后就辞职，全职加入奥姆真理教。新实在奥姆真理教成立时是九名“設立責任人”（設立時責任役員）之一。新实对教主麻原有极强的忠诚心，在教团内担任自治省的首长（大臣），负责对企图脱离教团的教徒进行追捕、关押。此外，曾参与松本沙林毒气事件、坂本堤律師滅門慘案等案件，并在東京地鐵沙林毒氣事件中担任司机的工作。新实参与了奥姆真理教策划的所有命案，因此被认为是奥姆真理教罪犯中最为残忍的一人。

## 逮捕与审判
1995年，新实在东京都霞关的高级公寓中被逮捕。检方认为，在新实身上“完全无法看见作为人类的良心”（人間的良心の一片も見出せない），因此在审判时求刑死刑。2010年，新实死刑定谳。
由于新实的种种残忍行为，很多人认为他到死都没有停止对麻原彰晃的皈依，但是根据新实日记中的内容，他已经脱离了教团。
“不想过崇拜某人的生活，想回到相信自己的原点……”
“我想从多个角度了解教主后再下判断。其实我已背叛教主，不再追随他了。”
“信仰松本是多么愚蠢的事，根本毫无功德。”
截至2018年3月，新实與其他十二名奧姆真理教相關死刑犯一直都被關押在東京拘置所。2018年3月21日，這些死刑犯被分散到到能執行死刑的東京拘置所等5處設施，其中新实被送到大阪拘置所。2018年7月6日，经时任日本法务大臣上川阳子批准，新实与包括奥姆真理教教主麻原彰晃在内的7名奥姆真理教相关死刑犯被执行死刑，年54岁。